# Seriphidium arenicola
Seriphidium arenicola là một loài thực vật có hoa trong họ Cúc. Loài này được (Krasch. ex Poljak.) Y.R.Ling miêu tả khoa học đầu tiên năm 1991.